# Sandrine (voornaam)
Sandrine is een voornaam die wordt gegeven aan meisjes.
De naam is afgeleid van de naam Alexander, wat in het Grieks "de afweerder der mannen" of "de beschermer" betekent. 

## Bekende naamdraagsters
- Sandrine Van Handenhoven, een Belgische zangeres
- Sandrine André, een Vlaamse actrice
- Sandrine Bailly, een Franse biatlete
- Sandrine François, een Franse zangeres
- Sandrine Bonnaire, een Franse actrice
- Sandrine Blancke, een Belgische actrice
- Sandrine Aubert, een Franse alpineskiester
- Sandrine Corman, een Waals model en televisiepresentatrice